# 1000-km-Rennen auf dem Nürburgring 1983

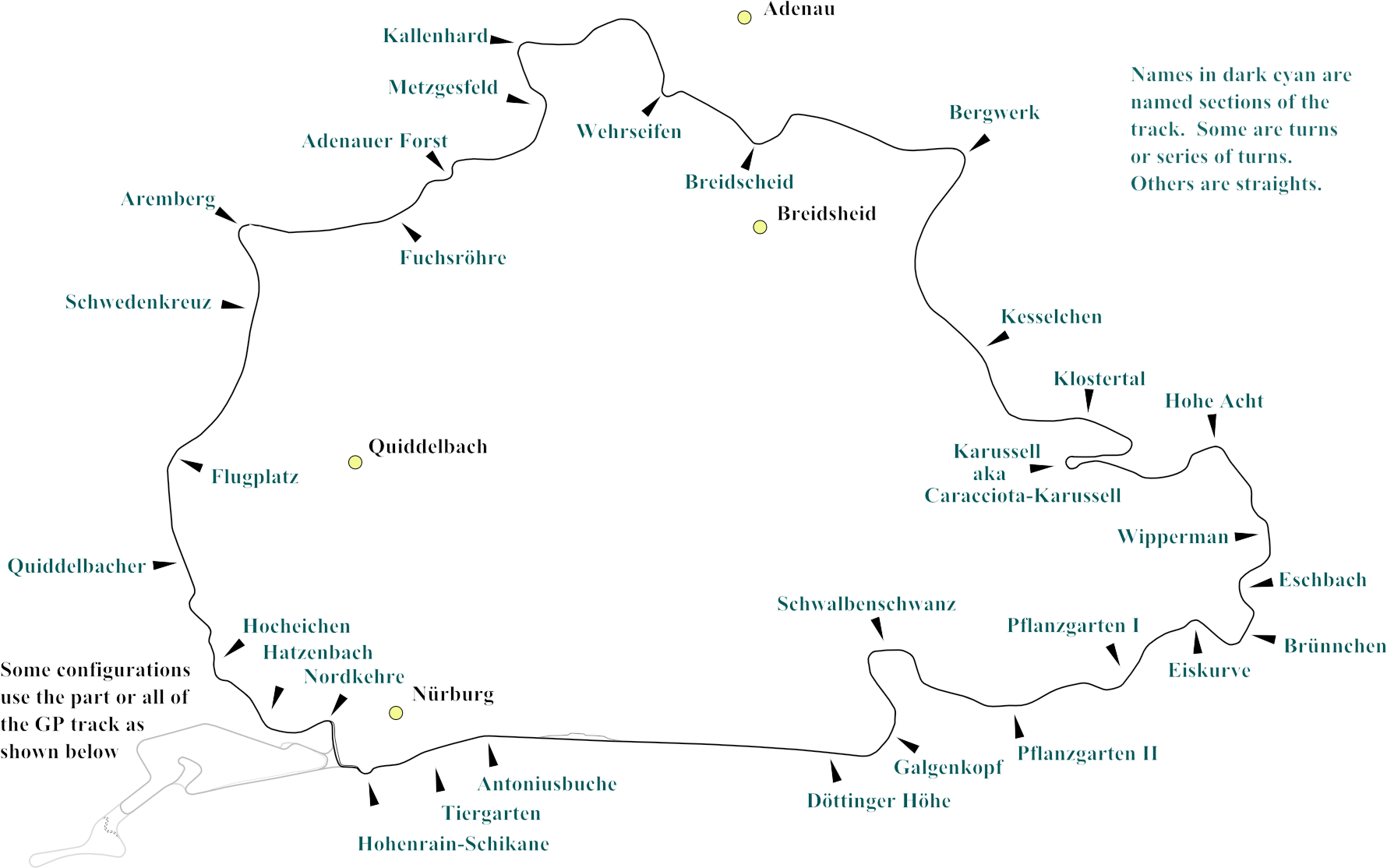
Streckenführung der Nordschleife 1983

Das 29.  1000-km-Rennen auf dem Nürburgring, auch Bitburger Pils ADAC 1000 Kilometres, Nürburgring, fand am 29. Mai 1983 auf der Nordschleife des Nürburgrings statt und war der dritte Wertungslauf der Sportwagen-Weltmeisterschaft dieses Jahres.

## Das Rennen
Das 1953 zum ersten Mal ausgetragene Langstreckenrennen auf dem Nürburgring fand 1983 zum letzten Mal auf der Nordschleife statt. Der Bau der neuen Grand-Prix-Strecke, die 1984 eröffnet wurde, hatte bereits Auswirkungen auf den Streckenverlauf. Verschwunden waren die bisherigen Boxenanlagen mit dem Dunlop-Turm, das Start-und-Ziel-Haus sowie die gesamte Start-und-Ziel-Schleife. Bei der Einfahrt zum Streckenabschnitt Hatzenbach wurde die bestehende kleine Boxenanlage vergrößert, um alle Rennteams des 1000-km-Rennens aufnehmen zu können. Die Fahrzeuge gingen von der Döttinger Höhe aus ins Rennen, die Ziellinie befand sich einige 100 Meter nach der Hohenrain-Passage. Durch die Baustelle verkürzte sich die Streckenlänge auf 20,832 Kilometer.
Die Sicherheitsvorgaben der Formel 1 hatten den Bau der Grand-Prix-Strecke notwendig gemacht und im Training wurde den Beteiligten klar, dass auch die Zeit der schnellen Gruppe-C-Sportwagen auf der Nordschleife abgelaufen war. Fast alle Fahrer berichteten von schwierigen Verhältnissen auf der unebenen Berg-und-Tal-Bahn. Große Probleme hatten die beiden Formel-1-Piloten Riccardo Patrese und Michele Alboreto im Werks-Lancia LC2, der laut Patrese kaum fahrbar war. „Unser Auto ist hier unfahrbar, selbst wenn man auf der Geraden vom Gas geht, steht es schon quer.“
Zwei schwere Unfälle überschatteten das Rennen. In der 20. Runde verunglückten der Führende Stefan Bellof im Werks-Porsche 956 und Walter Brun im Sehcar SH C6 getrennt voneinander schwer. Bellof hatte versucht den Sprunghügel am Pflanzgarten mit Vollgas zu passieren. Der Porsche hob ab, überschlug sich in der Luft und schlug verkehrt in der Leitschiene ein. Das Wrack, das sein Heck verloren hatte, kam erst 400 Meter nach dem Pflanzgarten zum Stehen. Bellof konnte dem demolierten Wagen völlig unverletzt entsteigen. Weniger Glück hatte Walter Brun bei seinem Unfall im Kesselchen. Der Wagen wurde komplett zerstört und Brun musste mit einem Armbruch, Schnittverletzungen und einer Gehirnerschütterung ins Krankenhaus nach Adenau. Das Rennen wurde abgebrochen und nach Beseitigung der Schäden neu gestartet.
Technische Probleme hatte das Siegerduo Jochen Mass und Jacky Ickx. Mass war nach dem Neustart mit einem gebrochenen hinteren Dreieckslenker an die Box gekommen. Die schnelle Arbeit der Porsche-Mechaniker und ein angeschlagener Motor im Joest-956 von Bob Wollek und Stefan Johansson rettete den Porsche-Werksfahrern den Gesamtsieg. Im Ziel hatten sie nach 5:26:34,630 Stunden Fahrzeit 4 Minuten Vorsprung auf den Joest-Wagen.

## Ergebnisse

### Schlussklassement
| 1               | C        | 1   | Porsche Racing International  | Jochen Mass Jacky Ickx                                | Porsche 956             | 44 |
| 2               | C        | 8   | Joest Racing                  | Bob Wollek Stefan Johansson                           | Porsche 956             | 44 |
| 3               | C        | 14  | Canon Racing                  | Keke Rosberg Jan Lammers Jonathan Palmer              | Porsche 956             | 43 |
| 4               | C        | 18  | Obermaier Racing              | Axel Plankenhorn Hans Heyer Jürgen Lässig             | Porsche 956             | 42 |
| 5               | C        | 51  | Sivama Racing                 | Oscar Larrauri Massimo Sigala                         | Lancia LC1              | 40 |
| 6               | C        | 11  | John Fitzpatrick Racing       | John Fitzpatrick David Hobbs                          | Porsche 956             | 39 |
| 7               | B        | 106 | Edgar Dören                   | Edgar Dören Helmut Gall Jürgen Hamelmann              | Porsche 930             | 37 |
| 8               | B        | 103 | Autax Motor                   | Klaus Utz Claude Haldi                                | Porsche 924 Carrera GTS | 37 |
| 9               | T        | 122 | Herbst Tuning                 | Franz-Josef Bröhling Axel Felder Jochen Felder        | Ford Escort RS 2000     | 36 |
| 10              | B        | 110 | Georg Memminger               | Georg Memminger Heinz Kuhn-Weiss Günter Steckkönig    | Porsche 930             | 36 |
| 11              | C Junior | 63  | Jolly Club                    | Carlo Facetti Martino Finotto                         | Alba AR2                | 36 |
| 12              | T        | 140 | Hopf                          | Altfrid Heger Hartmut Bauer                           | Ford Escort RS          | 35 |
| 13              | B        | 109 | Wuppertal Motor Club          | Wolf-Georg von Staerh Ulli Richter                    | Porsche 924 Carrera GTS | 35 |
| 14              | T        | 126 | Andy Middendorf               | Andy Middendorf Erhard Hassel Werner Lehnhoff         | Ford Escort RS          | 35 |
| 15              | T        | 124 | Langenfeld Motor Sport Club   | Joachim Scheefeldt Olaf Manthey Uwe Reich             | Ford Escort RS          | 35 |
| 16              | B        | 111 | Probst & Mentel               | Helge Probst Norbert Haug Wolfgang Walter             | Porsche 928S            | 31 |
| 17              | B        | 108 | Peter Reuter                  | Peter Reuter Franz-Richard Friebel Hermann-Peter Duge | Porsche 930             | 28 |
| Disqualifiziert |          |     |                               |                                                       |                         |    |
| 18              | B        | 112 | Mich Tuning                   | Karl-Heinz Schäfer Karl-Heinz Gürthler                | Opel Ascona 400         | 36 |
| 19              | T        | 131 | Krautol Farben                | Martin Wagenstetter Kurt Hild                         | BMW 320i                | 11 |
| Ausgefallen     |          |     |                               |                                                       |                         |    |
| 20              | C        | 4   | Martini Racing                | Riccardo Patrese Michele Alboreto                     | Lancia LC2              | 35 |
| 21              | C        | 6   | Scuderia Mirabella            | Giorgio Francia Piercarlo Ghinzani Paolo Barilla      | Lancia LC2              | 29 |
| 22              | T        | 125 | Langenfeld Motor Sport Club   | Wilfred Eichen Walter Mertes Olaf Manthey             | Ford Escort II          | 27 |
| 23              | C        | 2   | Porsche Racing International  | Stefan Bellof Derek Bell                              | Porsche 956             | 20 |
| 24              | C        | 35  | Brun Motorsport               | Hans-Joachim Stuck Walter Brun                        | Sehcar SH C6            | 20 |
| 25              | C        | 56  | Jürgen Kannacher              | Rolf Götz Peter Kroeber                               | URD C81                 | 19 |
| 26              | T        | 127 | HWRT Auto Tuning              | Günther Braumüller Dieter Selzer Andreas Schall       | Ford Escort RS          | 16 |
| 27              | B        | 101 | Brun Motorsport               | Leopold von Bayern Harald Grohs                       | BMW M1                  | 14 |
| 28              | B        | 103 | Jens Winther                  | Frank Jelinski Jens Winther Wolfgang Braun            | BMW M1                  | 12 |
| 29              | T        | 132 | Essen-Werdener Automobil Club | Friedrich Burgmann Harald ten Eicken                  | BMW 320i                | 11 |
| 30              | T        | 139 | Mich Tuning                   | Volker Strycek Fred Michael Gubbin                    | BMW 320i                | 8  |
| 31              | T        | 128 | HWRT Auto Tuning              | Wilhelm Kern Norbert Brenner Jörg van Ommen           | Ford Escort             | 6  |
| 32              | T        | 123 | Herbst Tuning                 | Udo Schneider Franz-Josef Bröhling                    | Ford Escort             | 5  |
| 33              | T        | 136 | Peter Langenbach              | Herbert Schmitz Peter Langenbach Bernd Denter         | Audi 80 Coupe           | 4  |
| 34              | T        | 134 | Mich Tuning                   | Wolfgang Holzem Rainer Müller                         | Opel Ascona B           | 3  |
| 35              | T        | 121 | Herbst Tuning                 | Axel Felder Udo Schneider Jochen Felder               | Ford Escort             | 2  |
| Nicht gestartet |          |     |                               |                                                       |                         |    |
| 36              | B        | 105 | Racing Team Jürgensen GmbH    | Hans-Christian Jürgensen Edgar Dören Vic Elford       | BMW M1                  | 1  |
| 37              | T        | 130 | Langenfeld Motor Sport Club   | Bernd Bonn Uwe Reich Erwin Derichs                    | Renault R5 Turbo        | 2  |
| 38              | T        | 135 | Volker Imhof                  | Volker Imhof Wilfried Gollombeck Günter Filthaut      | Opel Kadett             | 3  |
| 39              | C        | 3T  | Porsche Racing International  | Stefan Bellof Jacky Ickx Jochen Mass                  | Porsche 956             | 4  |

1 Motorschaden im Training
2 nicht gestartet
3 nicht gestartet
4 Trainingswagen

### Nur in der Meldeliste
Hier finden sich Teams, Fahrer und Fahrzeuge, die ursprünglich für das Rennen gemeldet waren, aber aus den unterschiedlichsten Gründen daran nicht teilnahmen.
| Pos. | Klasse | Nr. | Team                      | Fahrer                                               | Chassis                 |
| ---- | ------ | --- | ------------------------- | ---------------------------------------------------- | ----------------------- |
| 40   | C      | 5   | Martini Racing            | Piercarlo Ghinzani Alessandro Nannini                | Lancia LC2              |
| 41   | C      | 12  | Joest Racing              | Hans Heyer Thierry Boutsen Keke Rosberg              | Porsche 956             |
| 42   | C      | 49  | Grid Racing               | Emilio de Villota                                    | Grid S1                 |
| 43   | C      | 52  | Sivama Racing             | Luigi Moreschi Joe Castellano                        | Lancia LC1              |
| 44   | B      | 102 | Kurt König                | Kurt König                                           | BMW M1                  |
| 45   | B      | 104 | Obermaier Racing          | Helmut Lenz                                          | BMW M1                  |
| 46   | B      | 107 | Excelsior                 | Dirk Vermeersch Mike van Hooydonk                    | Porsche 930             |
| 47   | B      | 129 | Jürgen Falk               | Jürgen Falk Ulrich Bebion Eberhard Risch             | Ford Escort RS          |
| 48   | B      | 133 | Mich Tuning               | Friedrich Schütte Hans-Günter Stoffel Volker Strycek | Opel Kadett GT/E        |
| 49   | T      | 137 | Karl-Ernst Brune          | Wolfgang Balzar Gerhard Hennemann Karl-Ernst Brune   | Alfa Romeo Alfetta GTAm |
| 50   | T      | 138 | Rummel Mineralölspedition | Lothar Wagner Jörg van Ommen                         | Ford Escort RS          |

### Klassensieger
| Klasse   | Fahrer               | Fahrer          | Fahrer           | Fahrzeug            | Platzierung im Gesamtklassement |
| -------- | -------------------- | --------------- | ---------------- | ------------------- | ------------------------------- |
| C        | Jochen Mass          | Jacky Ickx      |                  | Porsche 956         | Gesamtsieg                      |
| C junior | Carlo Facetti        | Martino Finotto |                  | Alba AR2            | Rang 11                         |
| B        | Edgar Dören          | Helmut Gall     | Jürgen Hamelmann | Porsche 930         | Rang 7                          |
| T        | Franz-Josef Bröhling | Axel Felder     | Jochen Felder    | Ford Escort RS 2000 | Rang 9                          |

### Renndaten
- Gemeldet: 50
- Gestartet: 35
- Gewertet: 17
- Rennklassen: 4
- Zuschauer: 25000
- Wetter am Renntag: Leichter Regen zur Mitte des Rennens, sonst trocken
- Streckenlänge: 20,832 km
- Fahrzeit des Siegerteams: 5:26:34,630 Stunden
- Gesamtrunden des Siegerteams: 44
- Gesamtdistanz des Siegerteams: 922,272 km
- Siegerschnitt: 168,923 km/h
- Pole Position: Stefan Bellof – Porsche 956 (#2) – 6:11,130 = 202,073 km/h
- Schnellste Rennrunde: Stefan Bellof – Porsche 956 (#2) – 6:25,910 = 194,333 km/h
- Rennserie: 3. Lauf zur Sportwagen-Weltmeisterschaft 1983